# John Kelly (rugby à XV)
Pour les articles homonymes, voir John Kelly et Kelly.
 John P. Kelly est un joueur de rugby à XV irlandais, né le 18 avril 1974 à Dublin. Il a notamment joué avec l'équipe d'Irlande et évolue avec la province du Munster au poste de trois quart centre ou trois quart aile (1,78 m et 89 kg).

## Carrière
Il joue avec la province de Munster en coupe d'Europe et en Celtic League. Depuis 1997, il a disputé 58 matchs de Coupe d'Europe. Il a eu sa première cape internationale le 15 juin 2002 contre l'équipe de Nouvelle-Zélande. Il a disputé la coupe du monde 2003 (4 matchs, 1 comme titulaire).

## Palmarès
- 17 sélections
- Sélections par année : 7 en 2002, 10 en 2003
- Tournois des Six Nations disputés: 2002, 2003